# تشك غلابي (فسارود)
تشك غلابي (بالفارسية: چک گلابی) هي قرية تقع في إيران في البلدة المركزية. يقدر عدد سكانها بـ 344 نسمة بحسب إحصاء 2016.